# Neobisium beieri
Neobisium beieri är en spindeldjursart som beskrevs av Verner 1958. Neobisium beieri ingår i släktet Neobisium och familjen helplåtklokrypare. Inga underarter finns listade i Catalogue of Life.